# 東山口信用金庫

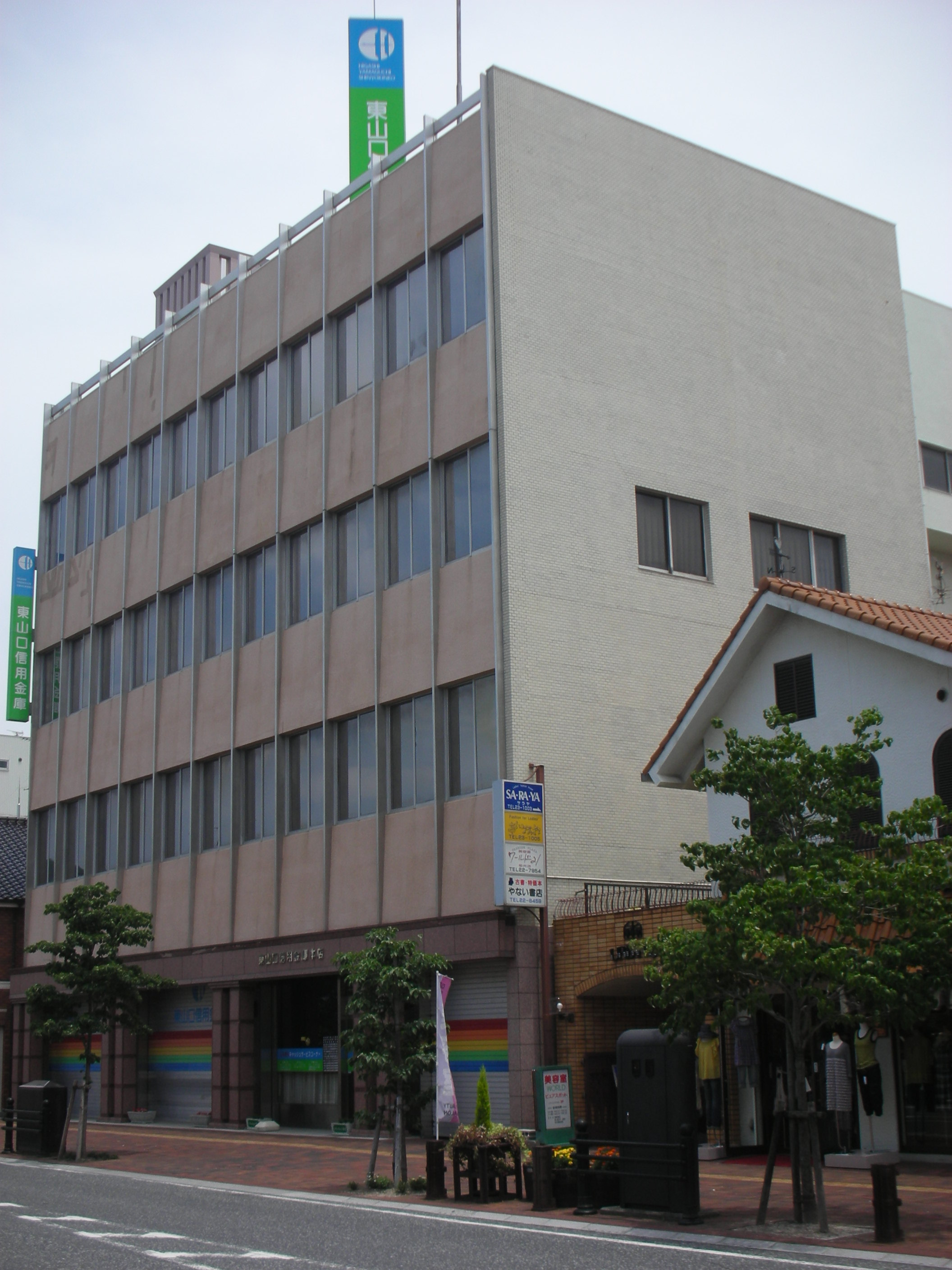
東山口信用金庫柳井支店（山口県柳井市、2009年6月（旧本店））

東山口信用金庫（ひがしやまぐちしんようきんこ）は、山口県防府市に本店を置く信用金庫。
愛称は「とうしん」。

## 概要
山口県中東部（山口市（旧阿武郡阿東町を含まない）、防府市、周南市、下松市、
光市、柳井市、岩国市および熊毛郡、大島郡、玖珂郡）を営業範囲とし、防府・柳井・岩国・光・下松・周南の各市と田布施町、平生町、上関町に支店を置く。

## 沿革
- 1918年(大正7年) - 6月 産業組合法に基づく金融機関として、徳山市（当時）に徳山信用金庫設立。
- 1948年(昭和23年) - 12月 市街地信用組合法に基づく金融機関として、下松市に下松信用金庫設立。
- 1950年(昭和25年) - 5月 中小企業等協同組合法に基づく金融機関として、柳井市に柳井信用金庫設立。
- 1991年(平成3年) - 4月 「徳山信用金庫」「下松信用金庫」「柳井信用金庫」の対等合併により東山口信用金庫設立。柳井信用金庫が存続金庫となり、本店は柳井信用金庫本店に置かれ、下松信用金庫本店は下松支店に、徳山信用金庫本店は徳山支店になった。
- 2003年(平成15年) - 4月 個人向けインターネットバンキングの取扱いを開始。
- 2008年(平成20年) - 11月14日 防府市に本店を置く防府信用金庫と対等合併する旨を発表。当初の発表では合併日を2009年11月24日と予定していたが、合併日を2012年11月26日に延期することを発表した[2][注釈 1]。
- 2012年(平成24年) - 11月26日 防府信用金庫と合併。存続金庫は東山口信用金庫、旧防府信用金庫本店を合併金庫の本店とした。新金庫の理事長には旧防府信用金庫理事長の嶋本博が就任[1]。

## 防府信金との合併

### 支店名・店舗コードの変更
2012年11月26日付で、防府信用金庫と対等合併（存続金庫は東山口信用金庫）。本店は旧防府信金本店に置かれ、旧本店は柳井支店、旧防府信金駅前支店が防府駅前支店に改称された。
支店コードについては、防府信金側のコードが旧来の番号に10を足したものに変更され、30番台が旧防府信金、1ケタおよび10、20、40番台が従来の東山口信金の店舗となった。